# می‌زاک
می‌زاک هفتمین فیلم سینمایی حسینعلی لیالستانی و ساخت سال ۱۳۸۷ است.

## بازیگران
- باران کوثری
- محمدرضا فروتن
- داریوش ارجمند
- فاطمه معتمدآریا
- جمشید مشایخی
- علیرضا خمسه
- رابعه اسکویی
- طناز طباطبایی
- کامران فیوضات
- انوش نصر

## عوامل
- طراح صحنه و لباس: امیرحسین اثباتی
- صدابردار: محمد مختاری
- صداگذار: محمدرضا دلپاک

## جزییات
- ژانر: درام
- رنگ: رنگی
- صدا: Mono
- لوکیشن: گیلان، سیاهکل

## خلاصه فیلم
روایتگر بچه‌ای است که می‌خواهد وارد این دنیا شود و فراز و نشیب‌های این دنیا، او را دچار چالش می‌کند.

## جشنواره

### شرکت در جشنواره
- بیست و هفتمین جشنواره بین‌المللی فیلم فجر؛ بخش مسابقه سینمای ایران؛ ۱۳۸۷
- بیست و هفتمین جشنواره بین‌المللی فیلم فجر؛ بخش مسابقه سینمای آسیا؛ ۱۳۸۷